# 横浜市立桂小学校
横浜市立桂小学校（よこはましりつ かつらしょうがっこう）は、神奈川県横浜市青葉区桂台にある公立小学校。略称は桂小（かつらしょう）。

## 沿革
- 1994年（平成6年）9月 - 校舎を着工[1]。
- 1996年（平成8年）4月 - 横浜市立恩田小学校より分離独立し、開校[1]。
- 1997年（平成9年）
  - 2月 - 校歌（作詞：小池茂、作曲：影井良貴・靖子[2]）と校章を制定[1]。
  - 4月 - 第1回開校記念式を挙行[1]。
- 1998年（平成10年）4月 - 個別支援級を開設[1]。
- 2006年（平成18年）4月 - 英語活動PSY校（4年間）と文部省英語活動研究指定校（3年間）に指定[1]。
- 2008年（平成20年）6月 - 桂小ギネス活動を開始[1]。
- 2010年（平成22年）6月 - 桂小おやじの会を発足[1]。

## 学校行事
- 4月 - 入学式
- 3月 - 卒業式

## 通学区域
- 横浜市青葉区
  - 桂台一丁目
  - 桂台二丁目（1-12番地）
  - 松風台（18番地、29-48番地）
  - 若草台（1・2・8・15番地、17-21番地、22番地の4）

出典：

## 進学先中学校
- 横浜市立奈良中学校（横浜市青葉区すみよし台）[4]